# Wiera Inbier
Wiera Michajłowna Inbier (ros. Вера Михайловна Инбер, ur. 28 czerwca?/10 lipca 1890 w Odessie, zm. 11 listopada 1972 w Moskwie) – rosyjska poetka.

## Życiorys
Była córką właściciela wydawnictwa naukowego. Od dzieciństwa pisała wiersze. Po ukończeniu gimnazjum studiowała na wyższych żeńskich kursach na Wydziale Historyczno-Filologicznym Uniwersytetu Odeskiego, jednak wkrótce wyjechała do Europy Zachodniej, gdzie spędziła cztery lata (m.in. w Szwajcarii i w Paryżu). W 1912 rosyjska drukarnia w Paryżu wydrukowała jej pierwszy zbiór poezji "Pieczalnoje Wino". W 1914 wróciła do Rosji, po czym postanowiła zamieszkać w Moskwie, w 1917 opublikowała zbiór wierszy Gorkaja Usłada, a w 1922 Brennyje Słowa, w 1923 w Moskwie został wydany zbiór Cel i put. Była związana z grupą konstruktywistów. W latach 30. opublikowała poematy Putiewoj dniewnik i Owidij. W późniejszym okresie pisała liryki osobiste i wiersze refleksyjne o tematyce społecznej, m.in. w zbiorze Apriel wydanym w 1960, tworzyła też nowele i szkice wspomnieniowe, m.in. Miejsce pod słońcem (polski wybór z 1958) i Oblężone Miasto (1945, wyd. pol. 1950) z okresu blokady Leningradu. Również najbardziej znany utwór, Pułkowski południk (1943) jest związany z obroną Leningradu. W składzie delegacji działaczy kultury ZSRR wiele jeździła po kraju, odwiedziła też Iran, Czechosłowację i Rumunię. Jest również autorką artykułów prasowych i reportaży z podróży. Polskie przekłady jej twórczości ukazały się w antologiach Dwa wieki poezji rosyjskiej (1951), Stu trzydziestu poetów (1975) i w Antologii poezji radzieckiej (1979). W 1946 otrzymała Nagrodę Stalinowską. Była odznaczona trzema Orderami Czerwonego Sztandaru Pracy i medalami.